# Tewane
Tewane è un villaggio del Botswana situato nel distretto Centrale, sottodistretto di Mahalapye. Il villaggio, secondo il censimento del 2011, conta 459 abitanti.

## Località
Nel territorio del villaggio sono presenti le seguenti 7 località:
- Bolokabatho,
- Leitlho di 17 abitanti,
- Maminalengwete di 38 abitanti,
- Mosetlhe di 1 abitante,
- Rabasele di 25 abitanti,
- Tewane Lands di 105 abitanti,
- Tewane Siding